# Charlotte Wood
Charlotte Wood (Cooma, Új-Dél-Wales, 1965 –) ausztrál regényíró. A The Australian újság "[Ausztrália] egyik legeredetibb és legprovokatívabb írójaként" jellemezte. Az Ausztrália Rendje kitüntetés (AM) birtokosa. 

## Életrajza
Hat regény szerzője – Pieces of a Girl (1999), The Submerged Cathedral (2004), The Children (2007), Animal People (2011), The Natural Way of Things (2015) és The Weekend (2019). Írt egy interjúgyűjteményt is ausztrál írókkal, The Writer's Room (2016), személyes elmélkedéseket a főzésről, Love & Hunger (2012) címmel. Szerkesztője volt a testvérekről szóló antológiának is, a Brothers & Sisters (2009).
Könyveit a kritika pozitívan fogadta, és gyakran emlegetik a díjlistákon. 2016-ban a The Natural Way of Things elnyerte a Stella-díjat, az Indie Book Awards év regénye és az év könyve díjat, és számos egyéb díjra is jelölték, köztük Miles Franklin és Barbara Jefferis díjak. Az Animal People bekerült az NSW Premier's Literary Awards 2013-as, és a 2012-es Miles Franklin-díj hosszú listájára. Újságírói múlttal rendelkezik, és számos szinten tanított írást.
2014-ben kinevezték az Australia Council for the Arts művészeti gyakorlati, irodalmi tanszékének elnökévé, hároméves kinevezését a költségvetési korlátozások egy évre csökkentették.
Jelenleg Sydneyben él. PhD fokozatát az Új-Dél-Walesi Egyetemen szerezte; korábbi diplomái a kreatív művészetek mestere az UTS-en és a BA diplomája a Charles Sturt Egyetemen.
2016 májusában bejelentették, hogy Wood elnyerte a Writer in Residence ösztöndíjat a Sydney-i Egyetem Charles Perkins Központjában. Tiszteletbeli munkatársként Wood egészségügyi szakemberekkel dolgozik együtt, hogy irodalmi nézeteket adjon az öregedés összetett témájában. A díjnyertes regényírók és a világ vezető kutatóinak összehozása a Charles Perkins Centerben „játékot váltott”.

## Díjak és kitüntetések
- 1999 – Jim Hamilton Prize, winner, Pieces of a Girl
- 2000 – Dobbie Award, winner, Pieces of a Girl
- 2005 – Miles Franklin Award, shortlisted, The Submerged Cathedral
- 2005 – Commonwealth Writers' Prize, Asia Pacific region, shortlisted, The Submerged Cathedral
- 2007 – Australian Book Industry Awards, literary fiction, shortlisted, The Children
- 2012 – Miles Franklin Award, longlisted, Animal People
- 2012 – Kibble Prize, shortlisted, Animal People
- 2013 – Christina Stead Prize for Fiction,[7] shortlisted, Animal People
- 2013 – People's Choice Award, NSW Premier's Literary Awards, winner, Animal People
- 2016 – Writer in Residence Fellowship at the University of Sydney’s Charles Perkins Centre
- 2016 – Stella Prize, winner, The Natural Way of Things
- 2019 – Member of the Order of Australia, 2019 Queen's Birthday Honours in recognition of her "significant service to literature"
- 2019 – The Australian Financial Review, 100 Women of Influence award for Arts, Culture and Sport
- 2020 – Stella Prize, shortlisted, The Weekend
- 2020 – Miles Franklin Award, longlisted, The Weekend
- 2020 – ALS Gold Medal, shortlisted, The Weekend
- 2021 – Christina Stead Prize for Fiction, shortlisted for The Weekend
- 2024 – Victorian Premier's Prize for Fiction, shortlisted for Stone Yard Devotional

## Művei
- Pieces of a Girl (1999)
- The Submerged Cathedral (2004)
- The Children (2007)
- Brothers & Sisters (editor) (2009) – stories by 12 Australian writers including Nam Le(wd), Christos Tsiolkas(wd), Tegan Bennett Daylight(wd), Cate Kennedy(wd) and others.
- Animal People (2011)
- Love and Hunger (2012)
- The Natural Way of Things (2015)
- The Writer's Room: Conversations About Writing (2016)
- The Weekend (2019)
- Stone Yard Devotional (2023)

### Magyarul
- Hétvége (The Weekend) – Magvető, Budapest, 2022 · ISBN 9789631441864 · Fordította: Morcsányi Júlia
- A gyerekek (The Children) – Magvető, Budapest, 2023 · ISBN 9789631442601 · Fordította: Morcsányi Júlia

## Fordítás
- Ez a szócikk részben vagy egészben  a   Charlotte Wood című angol Wikipédia-szócikk fordításán alapul.  Az eredeti cikk szerkesztőit annak laptörténete sorolja fel. Ez a jelzés csupán a megfogalmazás eredetét és a szerzői jogokat jelzi, nem szolgál a cikkben szereplő információk forrásmegjelöléseként.